# Benedikt av Nursia
Benedikt av Nursia, född år 480 i Nursia (det nuvarande Norcia i Umbrien), död 543, kan med goda skäl anses vara det västerländska munkväsendets grundläggare, och han är Benediktinorden grundare. Fromma föräldrar införde honom tidigt i Bibelns kännedom och gjorde honom förtrogen med de gamla asketernas liv och skrifter. Sina egentliga studier bedrev han i Rom. Benedikt vördas som helgon inom romersk-katolska kyrkan, och utsågs till Europas skyddshelgon av påven Paulus VI.

## Kallelsen
Det sedefördärv, som där var rådande, väckte snart hans avsky. Redan vid 14 års ålder lämnade han Rom och begav sig ut i ensamheten. Under de strängaste försakelser tillbringande han tre år i en otillgänglig klipphåla i närheten av nuvarande Subiaco – klipphålan kan beskådas – och ägnade sig där uteslutande åt bön och fromma betraktelser. Munkarna i det närbelägna klostret Vicovaro valde honom till sin abbot. Motvilligt mottog han deras anbud. Hans stränga fordringar gjorde honom dock föga behaglig i deras ögon, och det dröjde inte länge, förrän han åter utbytte klostermurarna mot ensamheten i öknen. Där uppsöktes han snart av stora människoskaror, som lockades dit av ryktet om hans helighet.
Många stannade hos honom för att få avnjuta hans råd och undervisning. För att bättre kunna ordna denna undervisning och hålla tillbörlig uppsikt över sina lärjungar anlade han efter hand i närheten av Subiaco tolv särskilda kloster med varsin abbot i spetsen och övertog själv i egenskap av överabbot ledningen av det hela.
Stridigheter med en närboende präst vid namn Florentius förmådde honom emellertid att (528) lämna Subiaco. Åtföljd endast av några få förtrogna begav han sig till Kampanien (nuvarande Terra di Lavoro). På ruinerna av det gamla slottet Castrum Casinum anlade han 529 klostret Monte Cassino, alla benediktinklosters stamort.

## Ordensregler
Den ordensregel eller levnadsordning, som han där utarbetade och föreskrev sina munkar, blev snart bestämmande för hela västerlandets munkväsende. Denna den heliga Benedikts regel går huvudsakligen ut på att främja en allvarlig praktisk kristendom. Framför allt skulle sträng ordning och tukt iakttagas. Ingen skulle upptas i orden utan att först ha genomgått ett års prövning (novitiat). Därefter skulle den inträdande ge edlig försäkran att stanna i klostret under hela sitt liv och punktligt lyda sina förmän, framför allt abboten såsom Kristi ställföreträdare. Likaledes måste han utlova försakelse av all jordisk egendom samt iaktta ständig kyskhet.
Munkarna skulle sysselsätta sig med andaktsövningar och undervisning av unga, men också med åkerbruk och hantverk och så äta sitt eget bröd. Därtill kom – i synnerhet sedan Cassiodorus (död 562) inträtt i orden – vetenskapliga studier, för vilka benediktinerna sedan gammalt gjort sig kända och av vilka den lärda världen än idag njuter frukterna.
Påven Gregorius den store gjorde även missionsverksamheten till ett av ordens huvudmål. Först genom dessa bägge uppgifters förbindelse med den ursprungliga ordensregeln blev benediktinorden vuxen sin världshistoriska kallelse såsom civilisationens befordrarinna. I 14 år – intill sin död 543 – fortfor Benedikt att förestå klostret Monte Cassino. Gregorius den store har (i andra boken av sina Dialoger) utförligt skildrat hans av legenden rikt utsmyckade liv och verksamhet.
I Rom kan man i den lilla kyrkan San Benedetto in Piscinula i Trastevere besöka den klostercell som för en tid utgjorde Benedikts bostad.

## Gravplats
Enligt medeltida källor skall hans kvarlevor ha förts till klostret Fleury nära Orléans (nuvarande St Benoît sur Loire). Det motsägs av att man efter andra världskriget när man återuppbyggde klostret efter att det hade totalförstörts genom bombning återfann en grav som anses vara Benedictus grav.